# One More Time (minialbum)
One More Time – pierwszy koreański minialbum południowokoreańskiej grupy Super Junior, wydany 8 października 2018 roku przez SM Entertainment. Był promowany przez singel „One More Time”.
Przed oficjalnym wydaniem płyty SM Entertainment wydało singel „Animals” 27 września 2018 roku. Został nagrany po powrocie Ryeowooka z obowiązkowej służby wojskowej. W promocji albumu uczestniczyło siedmiu członków: Leeteuk, Yesung, Shindong, Eunhyuk, Donghae, Siwon i Ryeowook. Heechul postanowił nie brać udziału w promocji płyty z powodu problemów zdrowotnych, chociaż brał udział w nagrywaniu teledysku i piosenek.
Sprzedał się w liczbie ponad 142 534 egzemplarzy (stan na grudzień 2018).

## Lista utworów
| CD | CD                                                                 | CD                                                                         | CD                                                                                        | CD                                                   | CD      |
| Nr | Tytuł utworu                                                       | Tekst                                                                      | Kompozycja                                                                                | Aranżacja                                            | Długość |
| -- | ------------------------------------------------------------------ | -------------------------------------------------------------------------- | ----------------------------------------------------------------------------------------- | ---------------------------------------------------- | ------- |
| 1. | „One More Time (Otra Vez)” (feat. Reik)                            | ZNEE (153/Joombas), Pablo Preciado                                         | Andreas Stone Johansson, Denniz Jamm, Jakob Mihoubi, Rudi Daouk                           | Andreas Stone Johansson, Denniz Jamm, Button Pushers | 3:07    |
| 2. | „One More Time (Otra Vez)” (SJ version)                            | ZNEE (153/Joombas)                                                         | Andreas Stone Johansson, Denniz Jamm, Jakob Mihoubi, Rudi Daouk                           | Andreas Stone Johansson, Denniz Jamm, Button Pushers | 3:07    |
| 3. | „Animals”                                                          | Chun Song-yi (153/Joombas)                                                 | Anton Dahlrot, Gionata Caracciolo                                                         | Gionata Caracciolo                                   | 3:31    |
| 4. | „Ahora Te Puedes Marchar”                                          | Mike Hawker, Ivor Raymonde, Luis Gomez Escolar Roldan                      | Mike Hawker, Ivor Raymonde, Luis Gomez Escolar Roldan                                     | Hwang Sung-je                                        | 3:10    |
| 5. | „Lo Siento” (Play-N-Skillz remix version) (featuring Leslie Grace) | Kenzie, Kim Hee-chul, Eunhyuk, Mario Caceres, Yasmil Marrufo, Leslie Grace | Daniel Obi Klein, Charli Taft, Andreas Oberg, Juan `Play` Salinas, Oscar “Skillz” Salinas | Daniel Obi Klein, Play-N-Skillz                      | 4:01    |

## Notowania
| Lista                   | Pozycja |
| ----------------------- | ------- |
| Gaon Weekly Album Chart | 2       |
| Gaon Yearly Album Chart | 32      |
| Five Music (Tajwan)     | 1       |